# نيرغوين انخباط
نيرغوين انخباط ((بالمنغولية: Нэргүйн Энхбат); من مواليد مارس 19, 1962) هو ملاكم منغولي سابق، استطاع أن يحقق الميدالية البرونزية في أولمبياد 1988 .

## روابط خارجية
- نيرغوين انخباط على موقع أوليمبيديا (الإنجليزية)

- profile